# Aeródromo de Jorei-Ver
El Aeródromo de Jorei-Ver (ruso: Аэродром Хорей-Вер; ICAO:ULEH; IATA: ) es una pequeña pista situada 4 km al norte de Jorei-Ver, en Nenetsia, un distrito autónomo del óblast de Arjánguelsk, Rusia.
Las instalaciones son gestionadas por la compañía por acciones "Destacamento Aéreo de Narian-Mar" (ruso: ОАО "Нарьян-Марский объединенный авиаотряд"), anteriormente conocida como "Narian-Mar Airlines".
El espacio aéreo está controlado desde el FIR de Narian-Mar (ICAO: ULAM)

## Pista
El aeródromo de Jorei-Ver consiste en una pequeña pistas de tierra en dirección 16/34 de 650x60 m. (2.133x197 pies).

## Aerolíneas y destinos
El Destacamento Aéreo de Narian Mar vuela regularmente a este aeródromo regional.